# Christopher Paul Neil
Pour les articles homonymes, voir Neil.
Christopher Paul Neil (né le 6 février 1975 à New Westminster en Colombie-Britannique), initialement connu sous le pseudonyme de Vico, est un citoyen canadien arrêté au cours d'une enquête d'Interpol concernant des abus sexuels sur au moins douze jeunes garçons au Viêt Nam et au Cambodge. Il est le premier pédophile arrêté après un appel à témoin international d'Interpol.

## L'affaire
Plus de deux cents photographies décrites par la police comme montrant un homme au visage brouillé abusant de jeunes enfants ont surgi sur Internet. Le visage de l'homme avait été brouillé numériquement par un tourbillon sur les photographies, mais les experts informatiques de l'office fédéral de police criminelle allemand ont été capables de reconstruire l'image d'origine, en utilisant des techniques qu'ils n'ont pas révélées, bien qu'apparemment peu complexes techniquement.
Interpol a lancé alors le 7 octobre 2007 l'opération Vico, un appel à témoins international, le premier du genre pour la recherche d'un pédophile, en postant sur son site Internet plusieurs des photographies du visage reconstitué du suspect. Cet appel a  mené plus de 350 personnes à contacter l'organisation, dont cinq qui ont identifié le suspect. Neil, citoyen canadien,  travaillait comme professeur d'anglais en Corée du Sud, qu'il a quittée pour la Thaïlande lorsque la photo de son visage a été diffusée. Interpol a alors diffusé une photo de lui prise par les caméras de l'aéroport de Bangkok. Il a été arrêté par la police thaïlandaise le 19 octobre 2007 à Nakhon Ratchasima, la troisième ville de Thaïlande, dans le nord-est du pays,,,.
Jugé en mars puis en juin 2008 à Bangkok, il a été finalement condamné à trois ans et trois mois de prison et 60 000 baht (1 200 euros) d'amende.
Une seconde sentence a été prononcée en novembre 2008, toujours en Thaïlande, le condamnant à six années de prison supplémentaires et 50 000 baht d'amende pour une autre affaire concernant des abus sexuels envers un enfant de neuf ans.

## Extension des recherches à d'autres personnes
La police thaïlandaise a élargi cette chasse aux pédophiles potentiels en publiant les photographies de 50 suspects occidentaux identifiés par des autorités internationales. Beaucoup d’entre eux étaient citoyens allemands mais il y avait aussi des Britanniques, des Australiens, des Italiens, des Finlandais et des Américains. Le 6 mai 2008, Interpol a lancé l'Opération IDent, son deuxième appel public pour identifier un inconnu suspecté d’avoir agressé des enfants,, il apparaissait sur près de 100 photos montrant une agression sexuelle sur au moins trois garçons âgés de six à dix ans. Contrairement à ce qui s’était passé dans le cas de Neil, on n’avait pas tenté, semble-t-il, d'obscurcir dans ces images le visage du criminel. Après que les autorités eurent reçu plus de 250 informations,, un certain Wayne Nelson Corliss a été arrêté dans le New Jersey par des agents de l'immigration et des douanes américaines et accusé de production pédopornographique. Après qu’il eut avoué avoir violé trois garçons et s’être vu refuser la caution, il a été condamné en novembre 2009 à 19 ans et demi de prison.

## Sources
1. 1 2  « La longue traque du pédophile "Vico" se termine en Thaïlande »(Archive.org • Wikiwix • Archive.is • Google • Que faire ?), AFP, 19 octobre 2007.
2. ↑  (en) http://tvscripts.edt.reuters.com/2007-10-08/15006313.html
3. ↑  (en) Web Paedophile Suspect Identified (Sky News)
4. ↑  (en) Suspect in child sex abuse image series identified by INTERPOL, believed to be in Thailand
5. ↑  (en-GB) « Hunted paedophile suspect named », BBC,‎ 16 octobre 2007 (lire en ligne, consulté le 6 juillet 2023)
6. ↑  (en) Thai police name pedophile suspect
7. ↑  Site RSR.ch - Le pédophile Vico condamé en Thaïlande
8. ↑  - "B.C. teacher sentenced to 6 more years in Thai prison for abusing boy"
9. ↑  « Thai police expand hunt for suspected Western paedophiles », digitaljournal.com (consulté le 18 septembre 2015)
10. ↑  « Internet / Home – INTERPOL », interpol.int (consulté le 18 septembre 2015)« Internet / Home – INTERPOL »(Archive.org • Wikiwix • Archive.is • Google • Que faire ?)
11. ↑  « Net ends chase »(Archive.org • Wikiwix • Archive.is • Google • Que faire ?), The Hindu Business Line (consulté le 18 septembre 2015).
12. ↑  AMW.com | Wayne Corliss – Fugitive « https://web.archive.org/web/20110522052242/http://www.amw.com/fugitives/capture.cfm?id=55449 »(Archive.org • Wikiwix • Archive.is • Google • Que faire ?), 22 mai 2011
13. ↑  « Internet / Home – INTERPOL »(Archive.org • Wikiwix • Archive.is • Google • Que faire ?), interpol.int (consulté le 18 septembre 2015).
14. ↑  « Internet / Home – INTERPOL » [archive du 4 juillet 2009], interpol.int (consulté le 18 septembre 2015)